# Трояни (станція)
Трояни — лінійна вантажно-пасажирська залізнична станція Запорізької дирекції Придніпровської залізниці на лінії Верхній Токмак I — Бердянськ між станцією Єлизаветівка (21 км) та станцією Берда (17 км). Розташована у селі Трояни Бердянського району Запорізької області.

## Пасажирське сполучення
На станції Трояни зупиняються пасажирські та приміські поїзди.
| Рух поїздів по станції Трояни |                              |                            |
| №                             | Маршрут сполучення           | Періодичність курсування   |
| Приміське сполучення          |                              |                            |
| 6842/6841                     | Бердянськ — Запоріжжя II     | Щоденно                    |
| 6852/6851                     | Запоріжжя I — Бердянськ      | Щоденно                    |
| 6850/6849                     | Бердянськ — Запоріжжя II     | Щоденно                    |
| 6844/6843                     | Запоріжжя II — Бердянськ     | Щоденно                    |
| Далеке сполучення             |                              |                            |
| 115                           | Київ — Запоріжжя — Бердянськ | Щоденно, з 26 березня 2018 |
| 116                           | Бердянськ — Запоріжжя — Київ | Щоденно, з 26 березня 2018 |